# المعهد الشرعي الإسلامي
المعهد الشرعي الإسلامي، معهد عالٍ للشريعة والدراسات الإسلامية، يُعنى بتأهيل طلاب العلم ليكونوا ذوي خبرة في العلوم الإسلامية، وما يتصل بها من حقول المعرفة والثقافة؛ وتنمية قدراتهم التي تتيح لهم القيام بمسؤوليتهم في الدعوة والإرشاد والتبليغ وفي التحقيق، والتأليف والإسهام في البحث العلمي عموما.
                                                           

## النشأة وتاريخ التأسيس
تأسس المعهد الشرعي الإسلامي في عام1387هجري/1966 ميلادي، على يد رجل الدين محمد حسين فضل الله بإشراف والده عبد الرؤوف فضل الله ومساعده أخيه محمد جواد فضل الله.

كانت البداية في منطقة النبعة الواقعة في الجانب الشرقي من بيروت - قبل الانتقال إلى مقره الجديد في بئر حسن - فتوجه إليه طلاب العلم من مختلف المناطق وتخرج منه كثير من المرموقين والمتميزين.
ومن المعروف أن المعهد أقدم المشاريع التي أسسها، وهو أعرق معهد إسلامي في مجاله التعليمي بين المعاهد والحوزات التي تأسست في بيروت في القرن السابق، ومازالت قائمة؛ ولذلك يحتل المعهد موقع الريادة والطليعة في نشر العلم والمعرفة في مجال اختصاصه.
وقد اتبع المعهد في بداية نشأته المنهج الدراسي المعهود في الحواضر العلمية الكبرى كحوزتي النجف وقم، سواء على مستوى الأسلوب أم المقررات.

## نبذة عن المراحل الدراسية

### المرحلة الأولى
يتعلم فيها الطالب مبادئ العلوم الإسلامية، وعلوم اللغة العربية، المنطق والفلسفة، وتقنيات الكتابة ومنهج البحث العلمي، الأخلاق وفلسفتها، وعلم الرجال والحديث...الخ. وينبغي للطالب أن يكون متفرغاً للدراسة والتحصيل العلمي. وهذه المرحلة تعادل مرحلة المقدمات والسطوح الدنيا في الحوزات العلمية. وعلى الطالب أن يتقن فيها كتابة البحث العلمي في مختلف العلوم التي يدرسها، من خلال ما يكلف به من مقالات وبحوث قصيرة ينص عليها النظام التعليمي في المعهد وهي تصنف تحت عنوان (نظام البحث التدريبي).

### المرحلة الثانية
وهي مرحلة الدراسات العليا. وتتميز هذه المرحلة بالعمق العلمي والمتانة؛ وذلك تبعا لطبيعة المقررات الدراسية التي تعالج موضوعاتها معتمدة على عرض مختلف الآراء والنظريات المختلفة في حقلها، ومن مختلف المصادر، وهذا الأمر ينطبق على جميع العلوم والمعارف المقررة لهذه المرحلة، كأصول الفقه و الفقه والفلسفة، وعلم الكلام. وهذه المرحلة تفرض على الطالب أن يبذل جهدا مضاعفا لتحقيق شروطها، و للوصول إلى الأهداف المتوخاة من دراستها، فإذا ما جد واجتهد تأهل للانتقال إلى المرحلة الثالثة، وما يليها وهي مرحلة البحث الخارج.
 

### المرحلة الثالثة
وهي مرحلة التخرج، والترقي لمرحلة البحث الخارج يتابع فيها الطالب حضور مقررات المرحلة، والتفرغ للبحث العلمي، فينجز بحثا علميا، وفقا للشروط  العلمية المعروفة، والمناسبة لمرحلته. وذلك كله يتم تحت رعاية ومتابعة إدارة قسم البحث العلمي في المعهد، وطبقا للنظام المقرر و
آلياته. وبالتعاون مع الأستاذ المشرف على البحث. ولا يحق للطالب الانتقال لمرحلة البحث الخارج إلا بعد أن تتم مناقشة البحث المقدم وفقا للأصول المتبعة، وحصول الطالب على التقدير المقرر.

### مرحلة البحث الخارج
وهي المرحلة الأخيرة في الحوزة العلمية، وسميت بهذا الاسم لأن الدرس فيها لا يعتمد متنا معينا كما هو الحال في المراحل السابقة، بل يتولى الأستاذ عرض مختلف الآراء في المسألة، والوجوه المحتملة، وأدلتها وما يصلح أن يكون دليلا 
عليها، عارضا أثناء ذلك أو بعده رأيه فيها بالنقد والترجيح، مختارا لرأي موافقا أو مخالفا مع بيان دليل اختياره. وقد جرت العادة أن يتولى تدريس هذه المرحلة كبار العلماء في الحوزة، وإن كان ذلك ليس شرطا؛ فيكفي كونه مجتهداً. ولا يقتصر البحث الخارج على مادتي الفقه والأصول، بل قد يكون في علم الرجال، أو الفلسفة...الخ. وهذه المرحلة لا تحدد بمدة زمنية معينة؛ فغايتها وصول الطالب إلى مرحلة الاجتهاد، وبناء رأي خاص في مسائل ذلك العلم.
 

## وصلات خارجية
- الموقع الرسمي للمعهد الشرعي الإسلامي